# 여행자 (2009년 영화)
《여행자》(영어: A Brand New Life)는 이창동 감독이 제작하고, 우니 르콩트 감독의 데뷔작인 대한민국, 프랑스의 합작 영화이다.

## 개요
본작은 우니 르콩트 감독이 아홉살때 입양을 갔던 자신의 경험을 영화로 옮긴 영화로, 1975년 한국의 고아원에서 일어나는 일을 담담하게 그려 나간다. 주연 배우로는 영화 《괴물》에 출연했던 고아성과 한국 아역 배우들이 등장한다. 그 중 주인공 진희 역을 맡은 아역 배우 김새론의 아버지역으로 설경구와, 의사역으로 문성근이 각각 우정 출연하였다. 2009년 칸 국제 영화제 비경쟁 부문에서 상영되었다.

## 캐스팅
- 김새론 : 진희 역
- 박도연 : 숙희 역
- 고아성 : 예신 역
- 박명신 : 보모 역
- 오만석 : 구 원장 역
- 설경구 : 진희 부 역
- 문성근 : 의사 역
- 백현주 : 임 수녀 역
- 정예진 : 박 수녀 역
- 문학진 : 성수 역
- 김영 : 최 여사 역
- 이한별 : 미성 역
- 로버트 영스 : 숙희 양부 역
- 라라 토쉬 : 숙희 양모 역
- 리처드 윌슨 : 인형극 (미군) 역
- 고인배 : 신부님 역
- 황혜영 : 간호사 1 역
- 하비 슈미트 : 진희 양부 역
- 티티 콜드루 : 진희 양모 역
- 나탈리 산체스 : 진희 양언니 역
- 에릭 짐머맨 : 비행기안 서양인 남 역
- 다니엘 정 : 비행기안 서양인 여 역
- 신영식 : 예신 양부 역
- 신재영 : 예신 양모 역
- 김민구 : 갓난아기 역
- 이영선 : 갓난아이 역
- 노영준 : 2세 아기 역
- 박경애 : 옷가게 주인 역
- 김명신 : 식당주인 역
- 권선주 : 제과점 종업원 역
- 주민지 : 간호사 2 역
- 엘픽 브렛 미카엘 : 미군 역
- 루크 벤야민 도일 : 미군 역
- 에이미 우 : 미군 역

## 국내외 영화제 초청·수상
- 2009년 칸 국제영화제 특별상영부문 초청
- 2009년 부산국제영화제 초청
- 2009년 네덜란드 씨네키드 영화제 심사위원대상
- 2009년 도쿄 국제 영화제 최우수 아시아영화상 수상
- 2009년 제3회 아시아태평양화상 최우수 어린이영화상수상
- 2009년 제12회 디렉터스 컷 시상식 올해의 신인 감독상
- 2009년 제40회 인도국제영화제 감독상수상
- 2010년 베를린 국제영화제 초청(Deutsches Kinderhilfswerk상:특별언급)
- 2010년 제21회 팜스프링스국제영화제 초청
- 2010년 제19회 부일영화상 신인여자연기상
- 2010년 제12회 서울국제여성영화제 NAWFF상
- 2010년 제34회 홍콩 국제 영화제 SIGNIS상